# Saxifraga moschata
Saxifraga moschata — вид квіткових рослин родини ломикаменевих (Saxifragaceae). Ареал: Албанія, Австрія, Болгарія, Чехія, Словаччина, Франція, Німеччина, Італія, Північний Кавказ, Польща, Румунія, Іспанія, Швейцарія, Вірменія, Туреччина (Анатолія), Андорра, Боснія і Герцеговина, Чорногорія, Хорватія, Македонія, Словенія, Сербія. Епітет moschata стосується смолистого (мускусного) запаху рослини.

## Екологія
Росте на вологих вапнякових скелях у субальпійському та альпійському діапазонах.

## Морфологічна характеристика
Це трав'яниста багаторічна рослина 2–12 см заввишки, гола або густо волосисто-залозиста. Стебла тонкі, прямі або висхідні, прості, майже голі або навіть залозисті. Прикореневі листки у розетці, 8–14 мм завдовжки, лінійні, цілокраї або клинуваті в обрисі, пальчасто-3(і більше) лопатеві; стеблові листки менші, лінійні, 5–7 мм завдовжки. Суцвіття китицеподібне або волотисте, квітконоси густо-залозисті, 1–8(10)-квіткове. Чашечка біля основи зрощена, частки чашечки яйцеподібні, 2–3 мм завдовжки, тупі. Пелюстки однакової ширини з чашолистками, від еліптичних до оберненояйцюватих, 4–6 мм завдовжки, зеленувато-жовті, жовтуваті, рожеві або іноді червонуваті. Плід — куляста коробочка, 4—6 мм завдовжки. Насіння 0.6–0.7 × ≈ 0,3 мм. Квітне з червня по серпень.